# كريم غارسيا
كريم غارسيا (بالإسبانية: Karim García)‏ هو لاعب كرة قاعدة مكسيكي، ولد في 29 أكتوبر 1975 في سيوداد أوبريجون في المكسيك.

## وصلات خارجية
- كريم غارسيا على موقع دوري كرة القاعدة الرئيسي (الإنجليزية)
- كريم غارسيا على موقع الدوري الياباني لكرة القاعدة (الإنجليزية)
- كريم غارسيا على موقع دوري كوريا الجنوبية لكرة القاعدة (الإنجليزية)
- كريم غارسيا على موقعبيزبول رفرنس.كوم (الدوري الرئيسي) (الإنجليزية)
- كريم غارسيا على موقعبيزبول رفرنس.كوم (الدوري الثانوي) (الإنجليزية)
- كريم غارسيا على موقع إي إس بي إن.كوم (أم.أل.بي) (الإنجليزية)
- كريم غارسيا على موقع مشجعي الرسوم البيانية (الإنجليزية)